# Euphorbia spissa
Euphorbia spissa är en törelväxtart som beskrevs av Mats Thulin. Euphorbia spissa ingår i släktet törlar, och familjen törelväxter.
Artens utbredningsområde är Somalia. Inga underarter finns listade i Catalogue of Life.